# Вязники
Вязники (на руски: Вязники) е град в Русия, административен център на Вязниковски район, Владимирска област. Населението на града към 1 януари 2018 година е 35 865 души.

## Личности

### Родени във Вязники
- Валерий Кубасов (1935 – 2014) – съветски космонавт, два пъти Герой на Съветския съюз